# هيلين بنسون
هيلين بنسون (بالإنجليزية: Eleni Benson)‏ (12 يناير 1983 في الولايات المتحدة - ) هي لاعبة كرة قدم أمريكية في مركز الدفاع، شاركت في الألعاب الأولمبية الصيفية 2004. وشاركت مع منتخب اليونان لكرة القدم للسيدات. أما مع النوادي، فقد لعبت مع Yale Bulldogs ‏.

## وصلات خارجية
- هيلين بنسون على موقع الاتحاد الدولي (مؤرشف)  (الإنجليزية)
- هيلين بنسون على موقع قاعدة بيانات كرة القدم.إي يو (الإنجليزية)
- هيلين بنسون على موقع أوليمبيديا (الإنجليزية)